# Ernst Henn

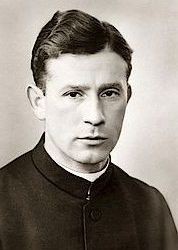
Ernst Henn

Ernst Henn (* 18. Februar 1909 in Neunkirchen, Reichsland Elsaß-Lothringen; † 11. April 1945 in Löningen, Deutsches Reich) war ein römisch-katholischer Priester im Bistum Münster. Er wirkte im Oldenburger Münsterland und wird dem kirchlichen Widerstand gegen den Nationalsozialismus zugerechnet. Er starb in der Endphase des Zweiten Weltkriegs nach seinem Versuch, Löningen durch rechtzeitige Kapitulation vor der Zerstörung zu retten.

## Leben
Ernst Henn absolvierte im März 1927 als Jahrgangsbester das Abitur in Cloppenburg. Am 17. Dezember 1932 erhielt er die Priesterweihe im St.-Paulus-Dom zu Münster. Seine Primiz erfolgte am 25. Dezember 1932 in der St.-Andreas-Kirche in Cloppenburg. Anschließend war er bis 1939 Kaplan in Cloppenburg und danach bis 1940 Vikar in Dinklage. Um ihm die Möglichkeit der Predigt zu nehmen, wurde er im Mai 1940 zur Wehrmacht eingezogen und als Sanitäter an der Ostfront eingesetzt, wo er erkrankte. Nach einem mehrmonatigen Lazarettaufenthalt trat er im November 1943 seinen Dienst als Vikar in der Pfarrgemeinde St. Vitus in Löningen an. Am 11. April 1945 hisste er die Weiße Flagge, um die Stadt Löningen und vor allem das Krankenhaus Löningen vor Zerstörungen zu bewahren. Beim Hissen der weißen Fahne wurde er von einer Panzergranate tödlich verwundet. Die Soldaten der Britischen Armee stellten daraufhin den Artilleriebeschuss ein. Ein britischer Offizier wird zitiert mit „Wenn die weiße Fahne nicht gewesen wäre, dann hätten zuletzt die Panzer [...] noch einmal das Feuer eröffnet und die Folgen wären für Löningen und besonders das Krankenhaus furchtbar geworden. So hat Vikar Henn durch seinen mutigen Einsatz Löningen und besonders das Krankenhaus gerettet.“

## Widerstand
Als Reaktion auf die Novemberpogrome 1938 klagte er bei seiner Predigt in der St.-Josef-Kirche in Cloppenburg am 27. November 1938 die „gemeinen“ und „niedrigen“ Verbrechen der Nationalsozialisten an. Er galt danach bei der NSDAP-Kreisleitung als „der Gefährlichste unter den Cloppenburger Geistlichen“, wurde verhört und gegen ihn wurde ein Strafverfahren eingeleitet. Als Mahner für Recht und Gerechtigkeit fand sein Ausspruch „Ich kann mich nicht vor der Wahrheit drücken“ besonderen Widerhall.

## Würdigung
In Cloppenburg ist der Platz vor der St.-Andreas-Kirche nach ihm benannt. Eine Erinnerungstafel erinnert dort an sein Leben. Auch das katholische Pfarrheim in Löningen heißt „Vikar-Henn-Haus“. Im Jahr 2014 wurde Ernst Henn in das deutsche Martyrologium des 20. Jahrhunderts aufgenommen, ein im Auftrag der Deutschen Bischofskonferenz herausgegebenes Sammelwerk, das Geistliche und andere Katholiken verzeichnet, die in der katholischen Kirche als Märtyrer betrachtet werden können.
Nach ihm wurde der Vikar-Henn-Preis benannt, der an Personen, Personengruppen oder Institutionen verliehen wird, die in besonderer Weise Zivilcourage bewiesen haben. Der Preis ist mit 2.500 € dotiert und wurde erstmals 2019 verliehen.